# Rio do Oeste
Rio do Oeste est une ville brésilienne de l'État de Santa Catarina, dans la  vallée de l'Itajaí-Açu.

## Géographie
Rio do Oeste se situe par une latitude de 27° 11' 34" sud et par une longitude de 49° 47' 48" ouest, à une altitude de 365 mètres.
Sa population était de 7 094 habitants au recensement de 2010. La municipalité s'étend sur 246 km2.
Elle fait partie de la microrégion de Rio do Sul, dans la mésorégion de la Vallée du rio Itajaí.

## Histoire
Les premiers colons, venus de Vidal Ramos, arrivent dans la région en mai 1912, au confluent du rio das Pombas et du rio do Oeste, ce qui lui donne son premier nom, Barra das Pombas.
À la fin des années 1920, la freguesia de Barra das Pombas prend le nom de Villa Adolfo Konder, à la suite de la visite du gouverneur Adolfo Konder dans la région. Peu après la révolution de 1930, la localité change encore de nom pour devenir Rio do Oeste.
Le 23 juin 1958 est créée la municipalité de Rio do Oeste, officiellement mise en place un mois plus tard.

## Administration

### Liste des maires
Depuis son émancipation de la municipalité de Rio do Sul en 1958, Rio do Oeste a successivement été dirigée par :
- Massimo Girardi - 1958 à 1959
- Leandro Bértoli  - 1959 à 1964
- Eugênio Nardelli - 1964 à 1969
- Rubens Lummertz  - 1969 à 1973
- João Sotoprieta Netto - 1973 à 1977
- Genésio Vasselai  - 1977 à 1983
- Avelino Dalmônico - 1983 à 1988
- Gentil Bértoli  - 1989 à 1992
- Avelino Dalmônico - 1993 à 1996
- Valcir Leopoldo Nardelli  - 1997 à 2004
- Odenir Felizari - 2005 à aujourd'hui

### Divisions administratives
La municipalité est constituée d'un seul district, siège du pouvoir municipal.

## Villes voisines
Rio do Oeste est voisine des municipalités (municípios) suivantes :
- Taió
- Dona Emma
- Presidente Getúlio
- Laurentino
- Trombudo Central
- Pouso Redondo